# Begaljica
Begaljica (em cirílico:Бегаљица) é uma vila da Sérvia localizada no município de Grocka, pertencente ao distrito de Belgrado, na região de Šumadija. Possuía uma população de 3194 habitantes segundo o censo de 2009.

## Demografia
| 1948  | 1953  | 1961  | 1971  | 1981  | 1991  | 2002  |
| ----- | ----- | ----- | ----- | ----- | ----- | ----- |
| 3 175 | 3 301 | 3 449 | 3 604 | 3 842 | 3 880 | 3 255 |